# Belomoriden
Als Belomoriden wird in der Geologie ein orogenetischer Bereich im Nordosten des Baltischen Schilds bezeichnet. Die Zone bildet innerhalb der Saamiden, im Bereich des Weißen Meeres, eine Zone, innerhalb der das archäische Basement vor ca. 2 Milliarden Jahren eine orogenetische Reaktivierung erfahren hatte.

## Geologie
Die Belomoriden bestehen aus hochmetamorphen Gneisen, Glimmerschiefern, Quarziten und Amphiboliten. Zu dieser Zone gehören auch die Lappland-Granulite.